# Ernest Dichter
Pour les articles homonymes, voir Dichter.
Ernest Dichter (1907-1991) est un psychologue et un expert en marketing considéré comme le père des recherches sur la motivation.
Docteur diplômé à l'université de Vienne en 1934 et installé aux États-Unis à partir de 1937, il y fonde l'Institut de recherche sur la motivation (the Institute of Motivational Research), il en créera deux autres en Suisse et en Allemagne.
C'est un pionnier de l'application des théories psychanalytiques freudiennes dans le domaine commercial, et en particulier dans l'étude des comportements du consommateur.
Il est notamment l'auteur de la célèbre phrase "mettez un tigre dans votre moteur"  pour la société Exxon[réf. nécessaire].
Cette tendance à orienter la publicité en fonction des désirs du consommateur est parfois reprise et plébiscitée, par exemple en marketing, elle est aussi étudiée comme un sujet en tant que tel, celui du rôle du publicitaire, elle est également présentée comme un maillon de la société capitaliste industrielle,, et vivement décriée par les mouvements anticonsommation.

## Note et référence
Source : Article en partie issu d'une traduction rapide de sa version anglophone
1. ↑  Par exemple dans un article présenté ici
2. ↑  Par exemple ici
3. ↑  Bernard Stiegler présente Dichter et Cheskin comme les pères de la recherche des motivations du consommateur au service du marketing, constitutif d'un psychopouvoir. Prendre Soin. 1. De la jeunesse et des générations., 2008, p. 235-237